# بارهنگ تخم‌مرغی
بارهنگ تخم‌مرغی، اسفرزه، اسپرزه (نام علمی: Plantago ovata) نام یک گونه از سرده کک‌علفیان است. در ایران از جمله در بلندی‌های بالای ۲۵۰۰ متر در استان کهگیلویه و بویراحمد می‌روید. در زبان بلوچی به آن دانیچک می‌گویند و این گیاه در بلوچستان ایران و پاکستان به وفور رشد می‌کند که بلوچها تخم این گیاه را جهت رفع اسهال با ماست مخلوط کرده و به خورد بیمار می‌دهند که بسیار مؤثر است. در منطقه پادنای شهرستان سمیرم به صورت وسیع در دشت ها و باغ ها در فصل تابستان به صورت خودرو وجود دارد. در منطقه آب‌پخش(استان بوشهر) نیز در فصل زمستان و بهار به وفور می‌روید.

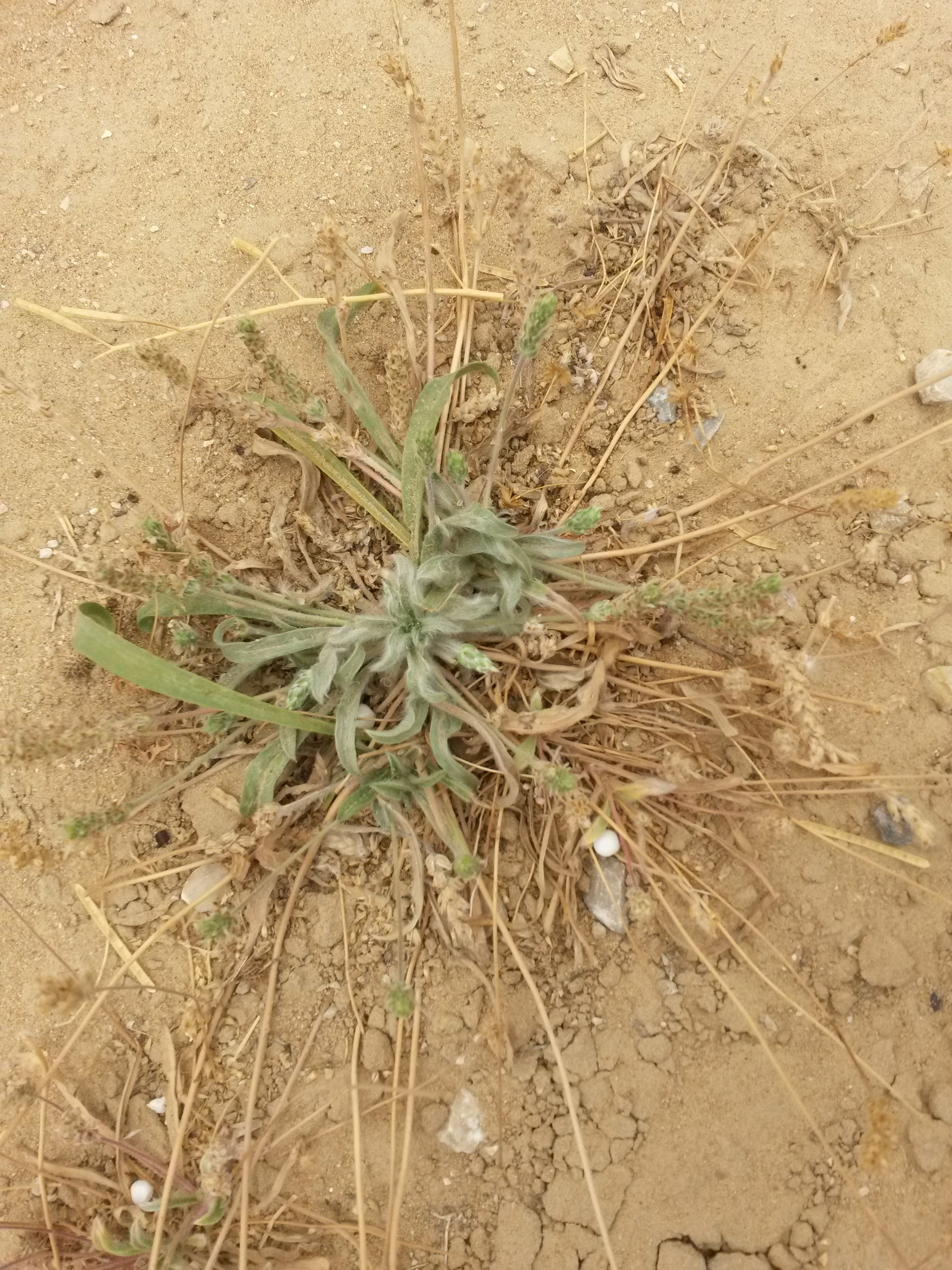
گیاه بارهنگ رویده شده در منطقه آب‌پخش(استان بوشهر) که در حال خشک شدن می‌باشد. این تصویر یک ماه بعد از عید نوروز گرفته شده که در آن این گیاه شروع به خشک شدن می‌کند.

این گیاه علفی و یکساله، بدون ساقه یا دارای ساقه‌های کوتاه و برگ‌های باریک، دراز و نوک تیز با سه رگبرگ سراسری در جهت طول برگ، گل‌های کوچک آن به صورت سنبله‌های استوانه‌ای یا تقریباً مدور به طول ۵/۱ تا ۳ سانتی‌متر در راس دمگل ظاهر می‌شوند و محتوی دانه‌هایی به رنگ قهوه‌ای مایل به زرد هستند. ارتفاع این گیاه به ۱۰ تا ۳۵ سانتی‌متر می‌رسد. میوه این گیاه پوشینه، شکوفا، دو خانه و محتوی معمولاً یک‌دانه کوچک، لغزنده و به رنگ قهوه‌ای در هر خانه‌است. این گیاه به حالت خودرو روی چمن‌های خشک، چراگاه‌ها، مزارع رها شده، علف زارها، کنار راه‌ها و جویبارها و بیابان‌های بایر دیده می‌شود.

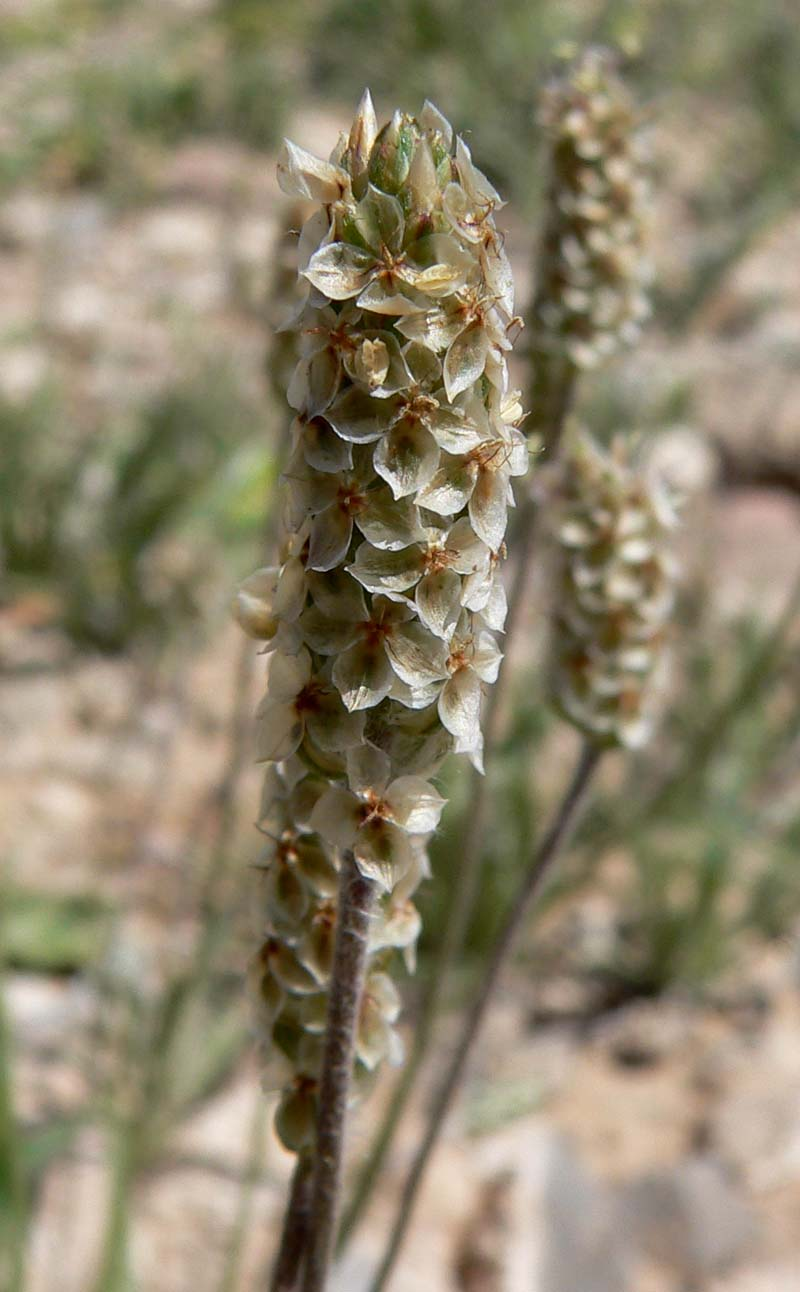

این گیاه در مرحله رویش بیشتر به آب و هوای خشک و سرد نیاز دارد ولی در طول دوره رسیدن بذر و برداشت نیاز به هوای خشک و آفتابی دارد.
کاشت تا برداشت تکثیر بوسیله دانه و در زمین‌های شنی قابل نفوذ، شخم زده و عاری از علف‌های هرز صورت می‌گیرد. برای این کار ابتدا، شیارهایی به عمق ۴ تا ۵ سانتی‌متر و به فواصل ۶۰ سانتی‌متر، در زمین ایجاد می‌کنند. سپس دانه‌ها را هنگام بهار در این شیارها می‌کارند و نیز غلتک ملایمی بر روی آن‌ها می‌زنند، تا دانه‌ها از قشر نازک خاک پوشیده گردند. معمولاً پس از نمو دانه‌ها و پیدا شدن گیاهان جوان، فاصله آن‌ها را از یکدیگر به نحوی زیاد می‌کنند که هر پایه از دیگری لااقل ۱۰ تا ۱۵ سانتی‌متر فاصله داشته باشد. مقدار بذر مورد نیاز ۵ تا ۷ کیلوگرم در هکتار است. طول مدت جوانه زنی ۷ تا ۱۰ روز می‌باشد. گیاه احتیاجات آبی متوسطی دارد، ۵ تا ۶ آبیاری سبک به دلیل سیستم ریشه‌ای کوچک در طول دوره رویش برای گیاه کافی است، آبیاری دوم باید با یک وقفه ۱۰ تا ۱۵ روزه صورت گیرد. احتیاجات غذایی گیاه پایین است، ۵۰ تا۷۰ کیلوگرم در هکتار کود از ته در دو نوبت، ۲۰ تا ۳۰ کیلوگرم در هکتار کود فسفره و ۲۵ تا ۳۵ کیلوگرم در هکتار کود پتاس برای رشد گیاه کافی است. ۶۰ روز پس از کاشت بذر گیاه به گل می‌رود و ۸ تا ۱۷ روز بعد آماده برداشت است. هنگامی که سنبله‌ها به رنگ قهوه‌ای مایل به قرمز در آیند و برگ‌های پایینی خشک شوند و بیفتند و برگ‌های بالایی قهوه‌ای رنگ گردند بهترین زمان برداشت است.

## ترکیبات و اثر
اسپرزه دارای اسید گالیک و تانیک و نیز گلیکوزیدی به نام اوکوبین(Aucubine) در قسمت‌های مختلف و مقدار فراوانی لعاب است به‌طوری‌که با قرار گرفتن دانه در آب پوسته خارجی آن متورم می‌شود و پس از پاره شدن لعاب از آن خارج می‌گردد. در حدود ۳۰ درصد پوشش دانه اسپرزه را یک ماده جاذب آب تشکیل می‌دهد که لیزاب نامیده می‌شود و پس از خیس شدن و جذب آب، لعاب می‌دهد همین که دانه اسفرزه با آب آغشته شد در حدود ۱۰ برابر حجم خودش متورم می‌شود و به شکل لعابی در می‌آید.

## فواید مصرف
کمیسیون E که مرجعی معتبر در زمینه گیاهان دارویی به شمار می‌رود، تاثیر مصرف اسفرزه در درمان اسهال و یبوست را تایید کرده است. این گیاه دارویی همچنین به منظور درمان التهاب مثانه و در تمام مواردی که لازم است مدفوع نرم شود (مواردی از قبیل ابتلا به زخم مقعد، بواسیر و نیز مواقع پس از جراحی ناحیه مقعد)، مورد استفاده قرار می‌گیرد.
طبق منابع طب سنتی اسلام و ایران مخلوط دانه‌های برشته این گیاه و روغن گل سرخ در درمان زخم های گوارشی مفید است. ضماد اسفرزه با سرکه در درمان کفگیرک، بهبود دردهای مفصلی، ورم لوزه و التهاب بناگوش موثر می‌باشد.

## گیاه‌شناسی
جنس Plantago متعلق به خانواده Plantaginaceae دارای حدود ۲۵۰ گونه می‌باشد. این جنس دارای پراکنش جهانی است اما منشأ اولیه آن هند و پاکستان می‌باشد. دو گونه مهم این جنس Plantago psyllium و Plantago ovata Forsk. در ایران تحت نام اسفرزه خوانده می‌شوند که دارای مصارف گسترده‌ای در صنعت و داروسازی هستند.

## شکل‌شناسی
اسپرزه یک گیاه علفی یک ساله و به بلندی ۱۰–۳۵ سانتیمتر می‌باشد. برگ‌های آن باریک، دراز، نوک تیز و مجتمع به وضع متقابل یا سه تایی بر روی ساقه هستند. گل‌های آن به صورت مجتمع در کناره برگ‌های قسمت‌های انتهایی ساقه، به صورت سنبله‌هایی واقع بر روی پایه بلند ظاهر می‌گردند. میوه اش محتوی یک‌دانه کوچک، لغزنده و به رنگ قهوه‌ای می‌باشد.

## هشدار
مصرف اسفرزه می‌تواند در جذب بسیاری داروها، از جمله داروهای درمان دیابت، ضد صرع، افسردگی و برخی داروهای مرتبط با مشکلات قلبی و کاهش چربی خون اختلال ایجاد کند. مصرف اسفرزه برای زنان باردار و کودکان زیر ۴ سال می‌تواند مضر باشد. اسفرزه بهتر است ۴ ساعت قبل یا بعد از استفاده دارو مصرف شود. مشاوره پزشک در این مورد مهم است.